# If I Close My Eyes
«If I Close My Eyes» (с англ. — «Если я закрываю глаза») — песня, записанная американской певицей Барброй Стрейзанд в 1972 году специально для фильма «Песочница», в котором она сыграла главную роль.

## История создания
«If I Close My Eyes», или «Theme from Up The Sandbox», была написана специально для американского фильма 1972 года «Песочница». Сессия проходила в средине 1972 года, это была первая песня, записанная певицей со времен релиза альбома Barbra Joan Streisand в 1971 году. Поскольку певица в фильме исполняла главную роль, то график не позволял ей уделять много времени студии для записи песни. Согласно материалам, Стрейзанд позвонила композитору фильма Билли Голденбергу и предложила ему превратить финальную инструментальную тему в песню; музыкант в кратчайшие сроки переработал мелодию,  которая была одобрена певицей, также быстро Мэрилин и Алан Бергманы прислали лирику для песни.

## Релиз
Песня была выпущена лейблом Columbia Records в январе 1973 года только для радиоротации. Тем не менее позже в том же году песня была выпущена на виниловых пластинках ограниченными тиражами. В различных релизах встречались моно, стерео и инструментальная версии.
Певица никогда не исполняла песню на концертах и не включала её на свои сборники вплоть до 1991 года, когда был выпущен бокс-сет Just for the Record…, правда туда попала несколько изменённая версия, которую доработал французский композитор и друг Стрейзанд Мишель Легран.

## Список композиций
Стандартное издание (7")
- A1 "If I Close My Eyes (Stereo)" – 2:23
- B1 "If I Close My Eyes (Mono)" – 2:23

Промо-издание  (7")
- A1 "If I Close My Eyes (Vocal Version)" – 2:23
- B1 "If I Close My Eyes (Instrumental Version)" – 2:23